# Kristin Harila

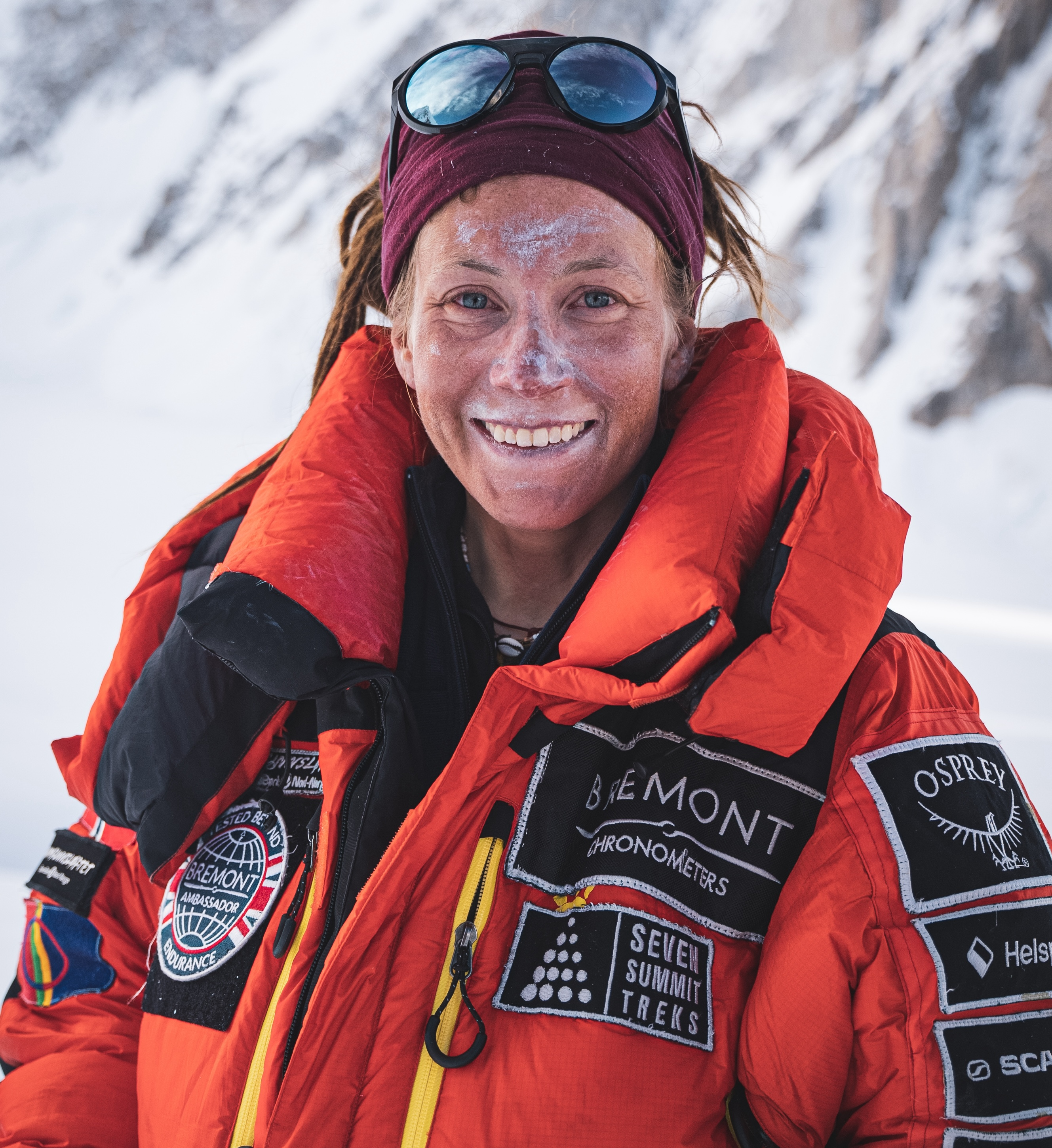
Kristin Harila am Gasherbrum II (2023)

Kristin Jonassen Harila (* 28. März 1986 in Vadsø) ist eine norwegisch-samische Extrembergsteigerin sowie ehemalige Skilangläuferin.
Sie hat alle 14 Achttausender bestiegen und hielt von Mai 2023 bis Oktober 2024 mit einer Zeit von einem Jahr, elf Monaten und zehn Tagen den Rekord für die schnellste erstmalige Besteigung aller Achttausender. 2023 bestieg sie mit dem Sherpa Tenjen Lama alle Achttausender innerhalb von 92 Tagen, was ebenfalls einen neuen Rekord darstellte.

## Alpinistische Karriere
Im Jahr 2015 erreichte Harila den Gipfel des Kilimandscharo. In den Anden bestieg sie 2020 Aconcagua, Co Adolfo Calle und den Pico Vallecitos. Seit 2019 ist sie auch im Himalaya aktiv und erreichte dort die Gipfel von Putha Hiunchuli und Lobuche. Am 23. Mai 2021 erreichte sie am selben Tag innerhalb von zwölf Stunden die Gipfel des Mount Everest und des Lhotse, was einen neuen Zeitrekord für Frauen bedeutete. Befeuert von diesem Erfolg rief sie 2022 das Projekt Bremont 14 Peaks ins Leben. Ziel war es, es Nirmal Purja gleichzutun und ebenfalls innerhalb von sechs Monaten sowie als erste Frau die Gipfel aller Achttausender zu erreichen. Das Projekt scheiterte, weil die chinesischen Behörden ihr kein Visum für die Besteigungen von Cho Oyu und Shishapangma ausstellten. Am 3. Mai 2023 erreichte sie schließlich den Gipfel des Cho Oyu und konnte ihre Serie in einer Rekordzeit von einem Jahr, elf Monaten und zehn Tagen komplettieren. Nirmal Purja komplettierte seine Serie zwar schneller, allerdings stand er bereits zuvor auf mehreren Achttausendern, so dass seine Serie anders als bei Harila nicht bei Null begann. Sie probierte mit Tenjen Lama erneut, alle Gipfel in Rekordzeit zu besteigen, wobei sie ihren eigenen Rekord für die schnellste Besteigung von Mount Everest und Lhotse mit einer Zeit von acht Stunden zwischen dem Erreichen beider Gipfel erneut unterbieten konnte. Am 27. Juli 2023 stellte die Norwegerin mit Tenjen Lama einen Weltrekord auf, indem sie alle 14 Achttausender in nur 92 Tagen bestieg. Der vorherige Rekordhalter Nirmal Purja benötigte dafür 189 Tage.

Der Rekord, an dem auch weitere Bergsteiger beteiligt waren, wurde vom Unfalltod des pakistanischen Hochträgers Mohammed Hassan am K2 überschattet.

## Methoden der Besteigung
Harilas Stil ist bei manchen Bergsteigern alten Stils umstritten. So benutzt sie Flaschensauerstoff, dies ist allerdings bei den meisten Expeditionen heute (Stand 2024) Standard. Ihr Rekord kam mit logistischen Aufwand zu Stande, so nutzte sie Hubschrauber, um die Basislager zu erreichen. Billi Bierling, die Leiterin der „Himalayan Database“-Chronik, äußerte: „Die Art, wie Kristin und ihre Träger die hohen Berge besteigen, hat nichts mehr mit Alpinismus beziehungsweise der Ethik des klassischen Alpinstils zu tun – aber es passt in unsere Zeit.“

## Besteigungen

### 2015
- Kilimandscharo

### 2019
- Lobuche
- Putha Hiunchuli

### 2020
- Aconcagua
- Co Adolfo Calle
- Pico Vallecitos

### 2021
- Mount Everest – 23. Mai
- Lhotse – 23. Mai
- Island Peak
- Ama Dablam

### 2022
- Annapurna – 28. April
- Dhaulagiri – 8. Mai
- Kangchendzönga – 14. Mai
- Mount Everest – 22. Mai
- Lhotse – 22. Mai
- Makalu – 27. Mai
- Nanga Parbat – 1. Juli
- K2 – 22. Juli
- Broad Peak – 28. Juli
- Gasherbrum II – 8. August
- Hidden Peak – 11. August
- Manaslu – 22. September

### 2023
- Shishapangma – 26. April
- Cho Oyu – 3. Mai (Komplettierung der Achttausender-Serie)
- Makalu – 13. Mai
- Kangchendzönga – 18. Mai
- Mount Everest – 23. Mai
- Lhotse – 23. Mai
- Dhaulagiri – 29. Mai
- Annapurna – 5. Juni
- Manaslu – 10. Juni
- Nanga Parbat – 26. Juni
- Gasherbrum II – 15. Juli
- Gasherbrum I – 18. Juli
- Broad Peak – 23. Juli
- K2 – 27. Juli

Mit Erreichen des Gipfels des K2 am 27. Juli 2023 bestieg Harila damit alle 14 Achttausender der Welt innerhalb von 92 Tagen.